# Тальвар, Бернар
Бернар Жерар Тальвар (фр. Bernard Gérard Talvard, р. 8 октября 1947) — французский фехтовальщик-рапирист, призёр Олимпийских игр, двукратный чемпион мира, двукратный чемпион Франции

## Биография
Родился в 1947 году в Мелёне. В 1967 году стал бронзовым призёром чемпионата мира. В 1971 году стал чемпионом мира. В 1972 году на Олимпийских играх в Мюнхене стал обладателем бронзовой медали. В 1973 году завоевал титул чемпионом Франции. На чемпионате мира 1974 года завоевал бронзовую медаль. В 1975 году вновь завоевал титул чемпиона Франции, а на чемпионате мира года стал обладателем золотой и серебряной медалей. В 1976 году стал бронзовым призёром Олимпийских игр в Монреале.